# Sale Marasino
Sale Marasino (Sale Marazì in dialetto bresciano) è un comune italiano di 3 242 abitanti della provincia di Brescia, affacciato sulla sponda orientale del lago d'Iseo, in Lombardia.

## Geografia fisica

### Territorio
Sale Marasino è adagiato sulla riva orientale del lago d'Iseo, in un ampio anfiteatro naturale e si trova a circa 200 m s.l.m.
Alle spalle dell'abitato si erge la cima montuosa più alta del lago, Punta Almana, con i suoi 1391 metri di altitudine, che fa parte del territorio di Sale Marasino e segna il confine col comune di Gardone Val Trompia.
Il suo territorio confina a Nord con il comune di Marone, a Sud con il comune di Sulzano, a est con Polaveno e Gardone Val Trompia ed a ovest, via lago, col comune di Monte Isola.

## Storia
Sale Marasino è formato da due comuni anticamente separati: Sale, in riva al lago, e Marasino, che si trova in collina ed era già abitato in epoca romana. Sale, in epoca romana, era attraversato da un'importante strada romana consolare che metteva in comunicazione Brescia (lat. Brixia) con la Val Camonica (lat. Vallis Camunnorum) costeggiando il lago d'Iseo (lat. Sebinus lacus: da cui il nome della strada) e terminando a Rognum (Rogno).
Nel Medioevo i monaci Benedettini procedettero alla bonifica della costa acquitrinosa creando le premesse per lo sviluppo di Sale nel Cinquecento, periodo nel quale furono anche costruite molte abitazioni signorili.
Nell'Ottocento Sale Marasino diede i natali al suo cittadino più illustre, Costanzo Ferrari, scrittore, giornalista e saggista che, dopo aver partecipato ai moti risorgimentali combattendo nella Guardia Nazionale di Brescia nel 1848-1849 fu costretto a rifugiarsi, esule, in Piemonte e successivamente a Parigi. La biblioteca comunale di Sale Marasino è stata dedicata a Costanzo Ferrari.
Le attività economiche di maggior rilievo furono sino all'Ottocento la produzione del carbone di legna, la lavorazione della lana e la coltura dell'olivo.

Grazie alla sua posizione geografica, fu a lungo anche scalo commerciale privilegiato per il mercato della torba proveniente dalle torbiere del basso Sebino e destinata all'alto lago e alla Val Camonica.

Nell'800 e nella prima metà del Novecento, oltre ad essere divenuto importante centro laniero, grazie alla presenza del lago ed all'abbondanza di corsi d'acqua, sorsero anche numerose filande e fiorì la bachicoltura.

### Simboli
Lo stemma e il gonfalone sono stati concessi con decreto del presidente della Repubblica del 2 ottobre 1989.
navigante nella mezzeria del mare azzurro, fluttuoso di argento. Ornamenti esteriori da Comune.»
Il gonfalone è un drappo troncato di rosso e di bianco.

## Monumenti e luoghi d'interesse

### Dimore signorili cinquecentesche
Sul territorio di Sale Marasino sorgono alcuni esempi di importanti dimore signorili. Prospicienti al lago si trovano villa Martinengo Villagana, sita leggermente fuori dell'abitato, che è una delle residenze storiche più rilevanti dell'intero Sebino, e villa Dossi, poi Mazzucchelli, entrambe del cinquecento. Nel centro storico, in origine anch'esso affacciato a lago, ma ora prospiciente la strada costiera, vi è il cinquecentesco palazzo Averoldi, poi Giugni, con affreschi di Giovanni da Marone e di altri pittori della scuola del Romanino.

### Architetture religiose
- La chiesa di San Zenone, dedicata al santo che secondo la tradizione protegge i pescatori, è attestata come pieve dalle fonti documentarie almeno dalla fine del XIII secolo. Tuttavia le indagini archeologiche svolte a partire dal 2000 sotto la direzione della Soprintendenza Archeologica della Lombardia nell'area della piazza accanto alla chiesa, nonché l'analisi del complesso edilizio della canonica svolta durante i recenti interventi di restauro, hanno messo in luce una sequenza storica risalente almeno all'XI secolo[9].

L'attuale edificio è stato eretto tra il 1737 ed il 1754 ad imitazione del Duomo nuovo di Brescia con abside sporgente, su progetto di Giovan Battista Caniana. Contiene pitture di Francesco Monti e Giovanni Zanardi, tele di G.B. Sassi (Madonna del Rosario), Grazio Cossali (San Carlo) ed in sacrestia pala del 1598 di Pier Maria Bagnadore. La pala dell'altare maggiore è di Pompeo Ghitti ed è corredata da candelabri e medaglioni bronzei di Giuseppe Filiberti. Nel 1870, durante la realizzazione della strada litoranea di Sale Marasino, è stato abbellito da una gradinata marmorea disegnata dall'architetto Carlo Melchiotti.
- Accanto alla chiesa di San Zenone sorge l'antica pieve di Santa Maria, con alto campanile cinquecentesco.[7]
- Nella vicina contrada Curetto si trova la chiesa di San Pietro dei Disciplini, databile alla prima metà del Cinquecento, tipica pieve lombarda ad aula unica, con interessante matroneo ligneo.
- In località Conche sorge la chiesa di San Giovanni Battista, costruita da G.B. Galli negli stessi anni della succitata Parrocchiale in simile stile tardo barocco.[7]
- Nella frazione di Marasino è ubicata la chiesa di Sant'Antonio abate, pieve rustica di semplice impianto architettonico, con al suo interno interessante affresco absidale tardo quattrocentesco raffigurante Sant'Antonio abate attribuito a Giovanni da Marone.
- Nella frazione di Gandizzano si trova il Santuario della Madonna della neve, eretto in stile neoclassico alla fine del XVIII secolo. La nuova fabbrica venne costruita conglobando una chiesa preesistente databile tra il 1450 ed il 1536, di cui rimane un ciclo di affreschi, datati 1539, con interessante narrazione organica della passione, morte e resurrezione di Cristo.

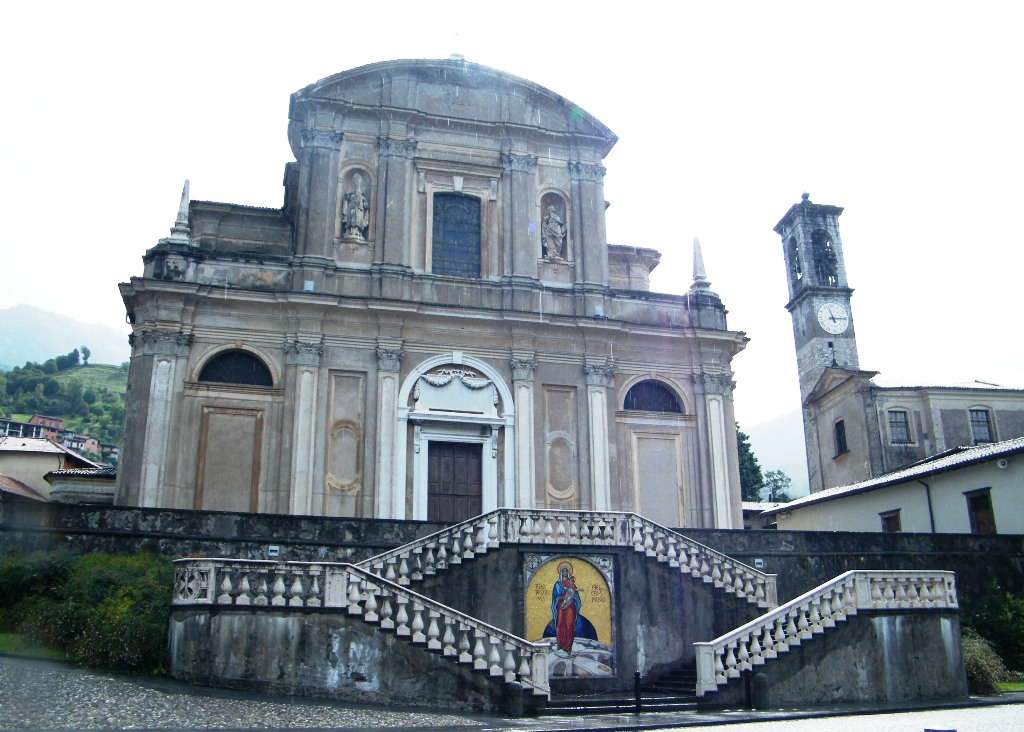
Chiesa di San Zenone e antica pieve di Santa Maria
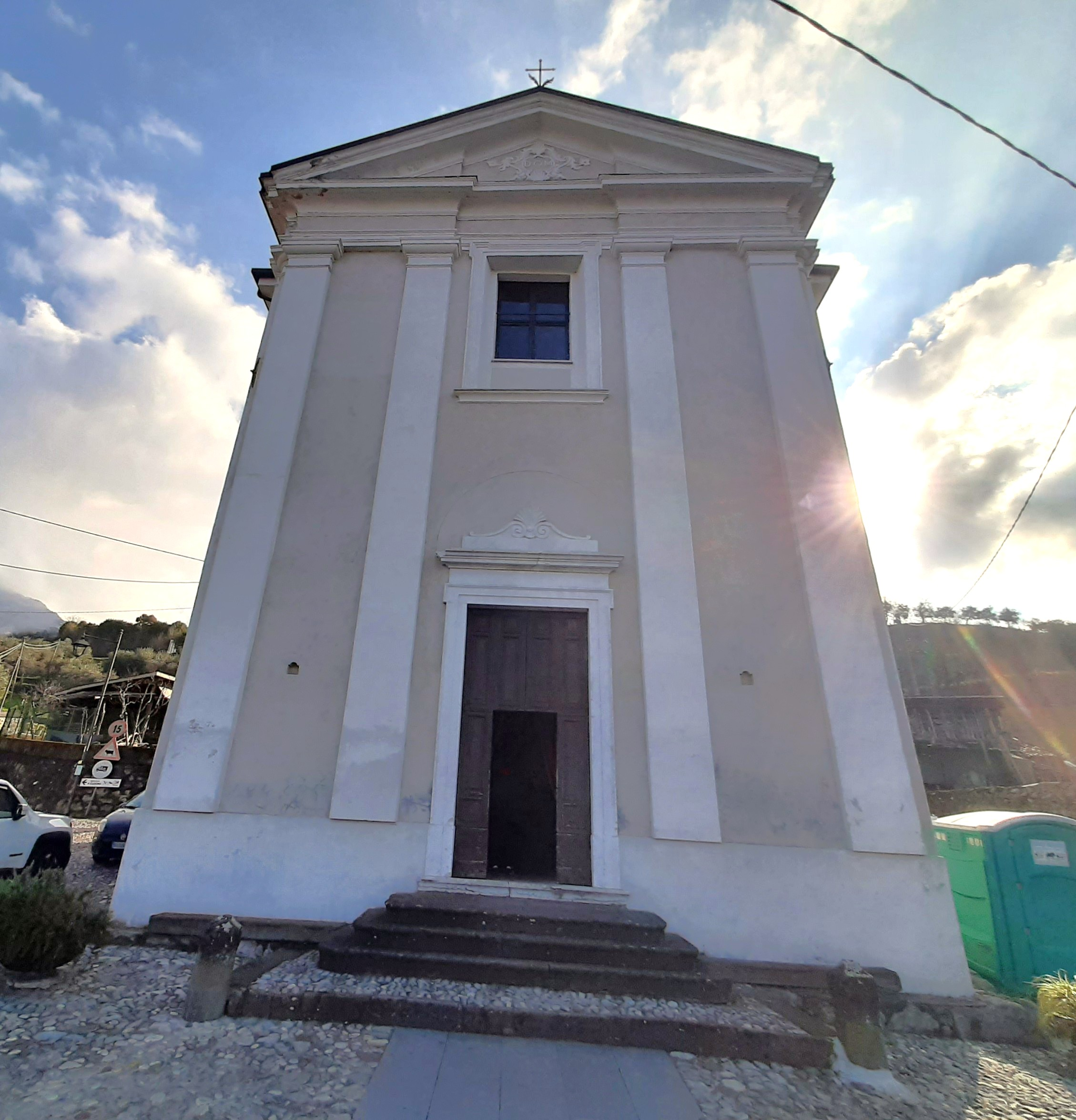
Chiesa di San Giacomo a Maspiano
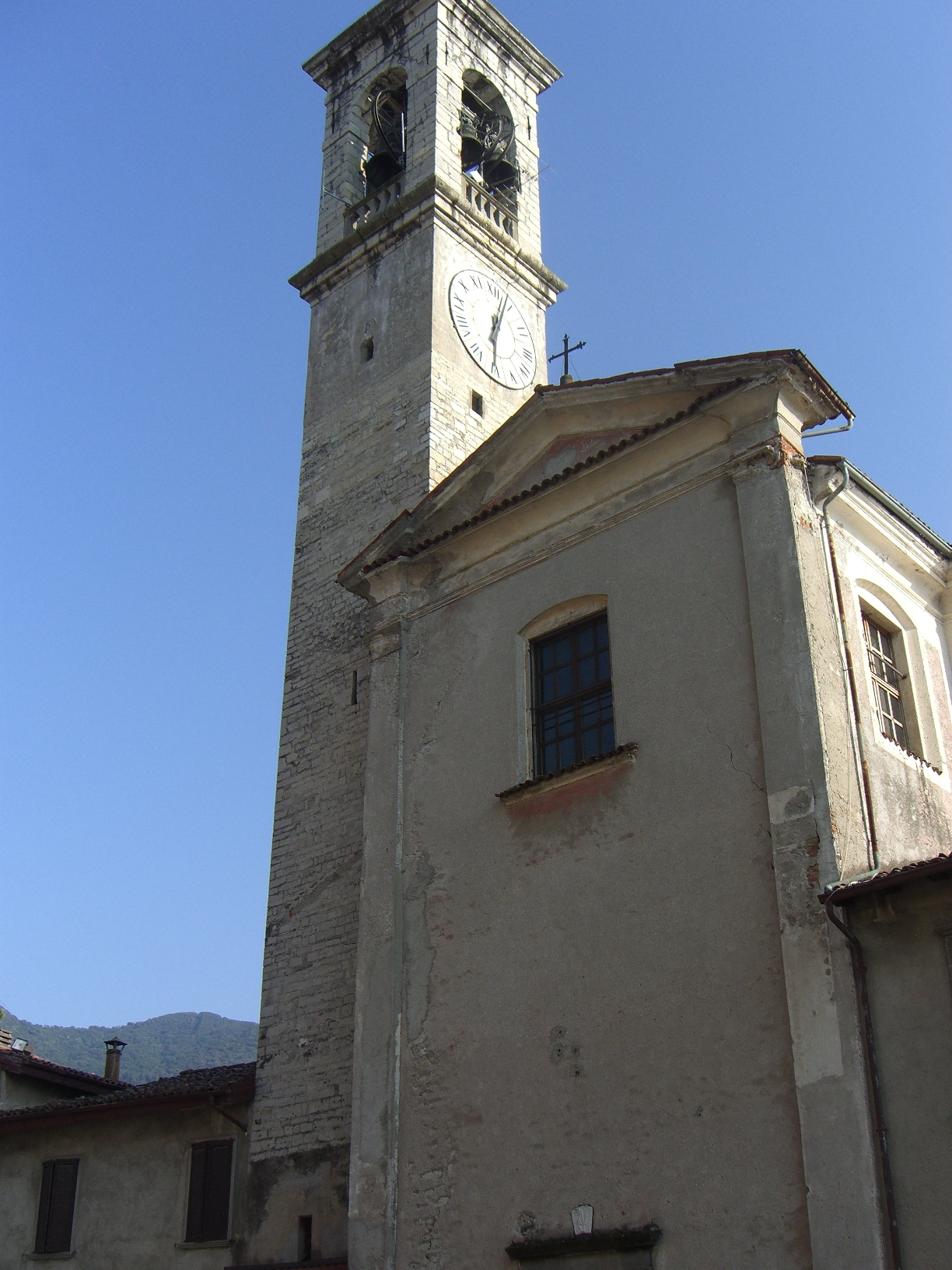
Chiesa di Santa Maria Assunta
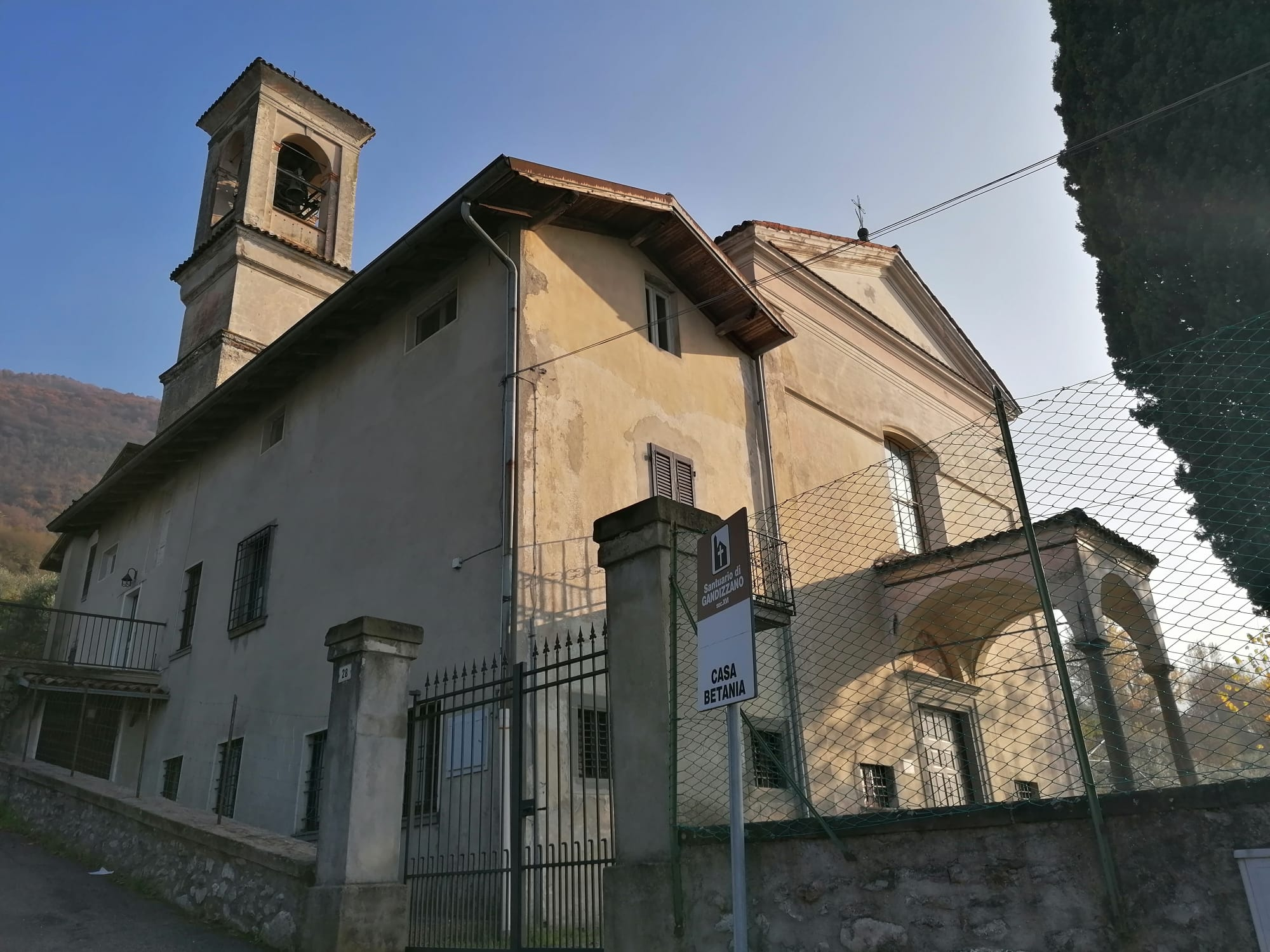
Santuario della Madonna della neve a Gandizzano
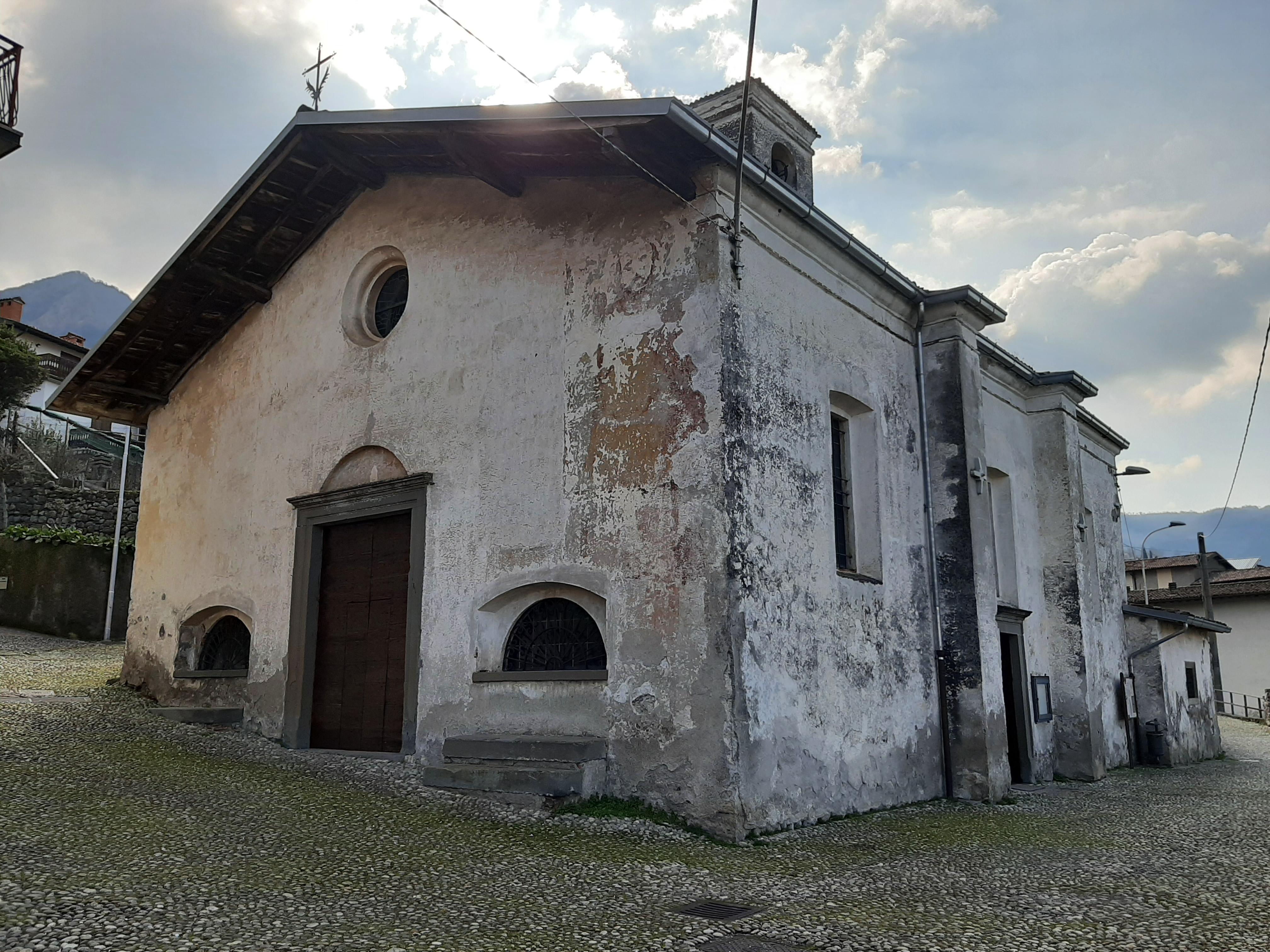
Chiesa di Sant'Antonio Abate

## Società

### Evoluzione demografica
Abitanti censiti

## Amministrazione
| Periodo | Periodo   | Primo cittadino   | Partito                             | Carica  | Note |
| ------- | --------- | ----------------- | ----------------------------------- | ------- | ---- |
| 1971    | 1980      | n.n.              | partito                             | Sindaco |      |
| 1995    | 1999      | Giovanni Tacchini | lista civica                        | Sindaco |      |
| 1999    | 2004      | Ada Gasparotti    | Partito popolare italiano           | Sindaco |      |
| 2004    | 2014      | Claudio Bonissoni | lista civica                        | Sindaco |      |
| 2014    | 2024      | Marisa Zanotti    | lista civica "Sale Marasino"        | Sindaco |      |
| 2024    | in carica | Chiara Turelli    | lista civica "Sale Marasino futura" | Sindaco |      |